# Pæletræk
Pæletræk (en. Bollard pull) er den maksimale trækkraft, som eksempelvis en slæbebåd eller andet maritimt fartøj kan yde, uden at det gør fart gennem vandet.
Trækkraften for aktuelle fartøj anvendes som mål for fartøjets ydeevne, da det ikke er muligt, som på landbaserede køretøjers installerede kilowatt, at bestemme den afgivne kraft – dette på grund af andre faktorer, blandt andet transmissionstab, typen af fremdrivningsmaskineri og fremdrivningssystemet totale virkningsgrad.

## Trækenhed
Anvendte kraftenhed for trækket er kN (SI-enhed) eller masseenheden ton.

## Trækkraft
Fartøjets trækkraft kan bestemmes ved forskellige afprøvningsmetoder, eksempelvis:

### Prøve, eksempel
I et dybtvandsbassin  fastgøres fartøjets slæbetov til en pullert, fartøjet trækkraft bestemme under varierende kilowatt-belastninger fra fartøjets fremdrivningsmaskineri.